# Janusz Rudnicki

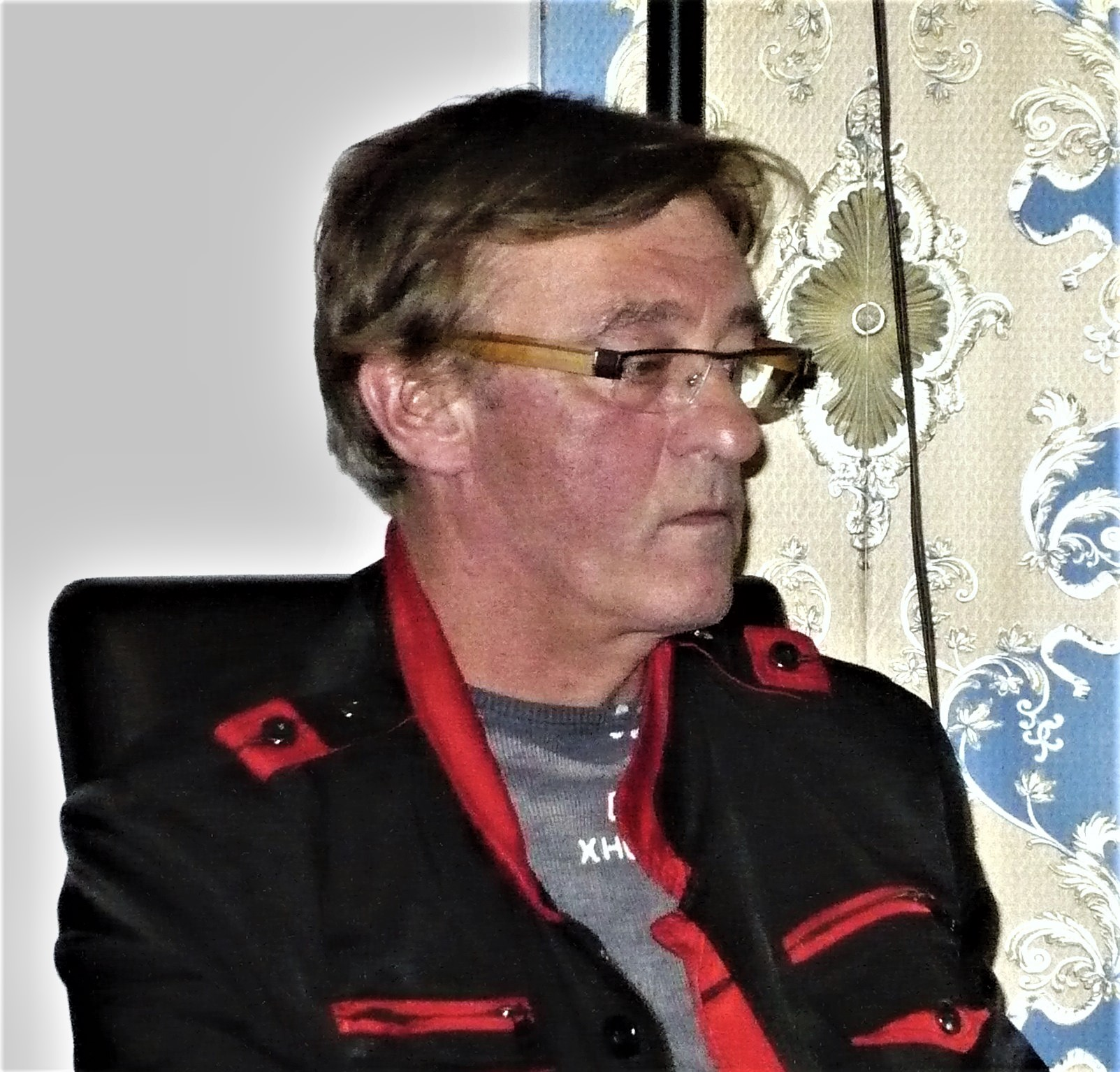
Janusz Rudnicki

Janusz Rudnicki (* 13. November 1956 in Kędzierzyn-Koźle) ist ein polnischer Schriftsteller und Essayist, der seit 1983 in Hamburg tätig ist.
Rudnicki war in den frühen 1980er Jahren in der Solidarność-Bewegung engagiert. Nach der Einführung des Kriegsrechtes wurde er am 13. Dezember 1981 interniert. 1983 verließ er Polen als politischer Emigrant und ließ sich in Hamburg nieder, wo er an der Universität Hamburg Slavistik und Germanistik studierte.
Rudnicki veröffentlicht Werke in deutscher und polnischer Sprache, wohnt ständig in Hamburg und besucht oft Polen. In der polnischen Monatsschrift „Twórczość“ erscheinen seine „Listy z Hamburga“ (Briefe aus Hamburg).
Janusz Rudnicki wurde 2014 mit dem Samuel-Bogumil-Linde-Preis ausgezeichnet.

## Werke (in deutscher Sprache)
- „Meine Abenteuer mit Menschen oder wie ich als Statist und Rezensent tätig war“ (Moje przygody z ludźmi, czyli jak statystowałem i recenzowałem). In: Nach den Gewittern. Ein polnisch-deutsches Lesebuch, Göttingen: Steidl Verlag 1995.
- „Ich, der Friseur und die anderen“ (Ja, łebski fryzjer i inni). In: Zwischen den Linien. Eine polnische Anthologie, Hannover: Postskriptum Verlag 1996.
- „Die Heimkehr“ (Powrót). In: Landschaften und Luftinseln, München: dtv 2000. S. 57–82.
- „Der Wasserstand in Zawichost“. In: Irgendwo bei Kattowitz,  Die Horen. Zeitschrift für Literatur, Kunst und Kritik, 2/2000, S. 158–160.
- Der Grenzgänger, Herne: Schäfer Verlag 2002.
- „Karfoffelqual“. In: Am Erker. Zeitschrift für Literatur Ausgabe 46, Münster 2004.